# Хадж-Салім-Махале
Хадж-Салім-Махале (перс. حاج سليم محله) — село в Ірані, у дегестані Рудбоне, у бахші Рудбоне, шагрестані Ляхіджан остану Ґілян. За даними перепису 2006 року, його населення становило 918 осіб, що проживали у складі 281 сім'ї.

## Клімат
Середня річна температура становить 14,73°C, середня максимальна – 28,50°C, а середня мінімальна – 0,40°C. Середня річна кількість опадів – 1165 мм.
| Клімат поселення                              | Клімат поселення | Клімат поселення | Клімат поселення | Клімат поселення | Клімат поселення | Клімат поселення | Клімат поселення | Клімат поселення | Клімат поселення | Клімат поселення | Клімат поселення | Клімат поселення | Клімат поселення |
| Показник                                      | Січ.             | Лют.             | Бер.             | Квіт.            | Трав.            | Черв.            | Лип.             | Серп.            | Вер.             | Жовт.            | Лист.            | Груд.            |                  |
| Середній максимум, °C                         | 8,98             | 9,34             | 11,96            | 17,94            | 21,82            | 25,58            | 28,50            | 28,23            | 25,48            | 21,04            | 16,39            | 12,26            |                  |
| Середня температура, °C                       | 4,68             | 5,06             | 7,68             | 13,65            | 17,54            | 21,29            | 24,33            | 24,04            | 21,30            | 16,86            | 12,21            | 8,07             |                  |
| Середній мінімум, °C                          | 0,40             | 0,76             | 3,39             | 9,36             | 13,25            | 17,00            | 20,16            | 19,86            | 17,12            | 12,69            | 8,03             | 3,90             |                  |
| Норма опадів, мм                              | 111              | 92               | 86               | 44               | 45               | 33               | 33               | 61               | 136              | 212              | 173              | 139              |                  |
| Середньомісячна швидкість вітру, м/с          | 2.40             | 2.50             | 2.50             | 2.41             | 2.40             | 2.64             | 2.60             | 2.30             | 2.12             | 2.10             | 2.10             | 2.15             |                  |
| Середньомісячна сонячна радіація, кДж/м²·день | 7022             | 9099             | 11016            | 15511            | 19743            | 21657            | 22164            | 18681            | 15269            | 10814            | 8658             | 6661             |                  |
| --------------------------------------------- | ---------------- | ---------------- | ---------------- | ---------------- | ---------------- | ---------------- | ---------------- | ---------------- | ---------------- | ---------------- | ---------------- | ---------------- | ---------------- |
| Джерело:                                      |                  |                  |                  |                  |                  |                  |                  |                  |                  |                  |                  |                  |                  |